# 2019年2月米朝首脳会談
2019年2月米朝首脳会談（2019ねん2がつべいちょうしゅのうかいだん、英語：2019 Koreas–United States Hanoi summit、朝鮮語：2019년 2월 북미정상회담）は、2019年2月27日及び2月28日にベトナムにて開催されたアメリカのドナルド・トランプ大統領と北朝鮮の金正恩国務委員会委員長兼朝鮮労働党委員長による2回目の米朝首脳会談である。

## 経緯
2018年6月12日にドナルド・トランプと金正恩の両者は、東南アジアの島国であるシンガポールにて史上初となる2018年米朝首脳会談を開催した。
その後もホワイトハウス（アメリカ合衆国大統領府）は朝鮮半島非核化問題などの進展を図るべく、アメリカ・北朝鮮のトップによる再度の会談を期待する機運があることを表明していた。年が明けた2019年となり、トランプ大統領は2月5日に一般教書演説をアメリカ合衆国議会合同会議の場で行った際に、「2月27日と28日に金正恩と再び会談する」ことを表明した。

## 開催場所の候補地
2018年6月12日会談の開催地はシンガポールであったが、今次会談の場所については様々な候補地が取り沙汰された。その候補地は次のようなものであった。
1. アメリカ合衆国・ハワイ州
2. モンゴル国・ウランバートル
3. 朝鮮半島・パンムンジョム
4. インドネシア
5. ベトナム

この中からアメリカ政府は『ベトナムのダナン』を提案していたが、北朝鮮側は「米朝会談に合わせてベトナム政府との会談を行いたい」として利便性重視からベトナムの首都であるハノイでの開催を要望した。
こうしたことを踏まえて両国で調整を行った結果、2019年2月8日にアメリカ政府から『トランプ・金正恩会談をハノイにて開催する』ことが発表された。

## 開催まで
2019年1月21日にスウェーデンにてアメリカのビーガン北朝鮮担当特別代表・北朝鮮の崔善姫外務省次官・韓国の李度勲朝鮮半島平和交渉本部長による3者協議を実施した。
2019年2月6日から8日にスティーブン・ビーガン北朝鮮担当特別代表が北朝鮮を訪問し、金革哲国務委員会アメリカ担当特別代表と実務者協議を実施。両者は2月21日から26日にも、首脳会談の準備が進められているハノイで再び実務交渉を実施した。
2019年2月23日に金正恩を乗せた朝鮮民主主義人民共和国最高指導者専用列車が平壌駅を出発し、中華人民共和国の丹東駅に到着して中国側と会談した。
2019年2月24日に北朝鮮先遣団約100名が航空機で到着した。
2019年2月26日にDF4D型ディーゼル機関車に牽引された金正恩らを乗せた列車がベトナムのドンダン駅に到着した。専用列車は中国の憑祥駅で停車して南寧駅で整備を受けていた。

## 会談
2019日2月27日（1日目）の夕方より、ソフィテル・レジェンド・メトロポール・ハノイホテルを会場に首脳会談が開始された。初日は通訳を挟んだ1対1の会談後に夕食会が開催された。夕食会には通訳の他にポンペオ国務長官・マルバニー大統領首席補佐官代行・金英哲朝鮮労働党副委員長・李容浩外相が同席した。
2019年2月28日（2日目）は再び1対1の会談が行われた後に双方の閣僚が加わる形で拡大会談が行われたが、昼頃には交渉が決裂状態となり、予定されていた昼食会はキャンセルされた。会談の詳細は公表されていないが、ロイター通信の報道によれば、アメリカ側は「核施設・化学兵器・生物兵器プログラムとこれに関連する軍民両用施設・弾道ミサイル・ミサイル発射装置及び関連施設の完全な廃棄」を提案したが、北朝鮮側は寧辺核施設のみの廃棄と北朝鮮に対する経済制裁などの解除を提案。双方の主張の隔たりは大きく合意文書が締結されることは無かった。
同日16時からは予定を早める形でトランプ大統領が記者会見を行い、そのままアメリカへ帰国したため、関係悪化が示唆されたが。後日、会談が終了した時点で、トランプ大統領が金正恩委員長に対し、大統領専用機エアフォースワンで北朝鮮まで送り届けることを提案していたことが明らかにされている。

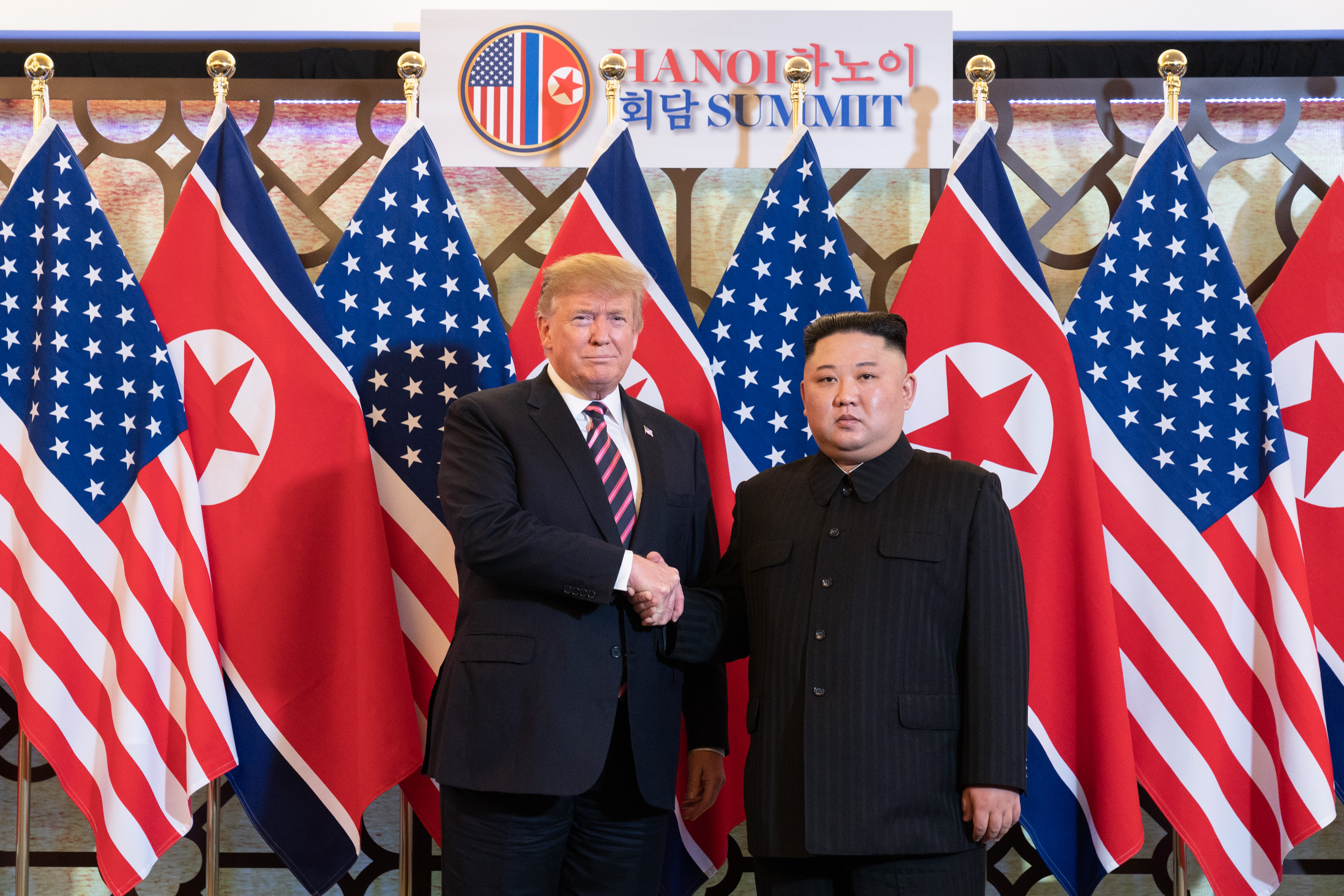
アメリカのトランプ大統領（左）と北朝鮮の金正恩委員長（右）の顔合わせ
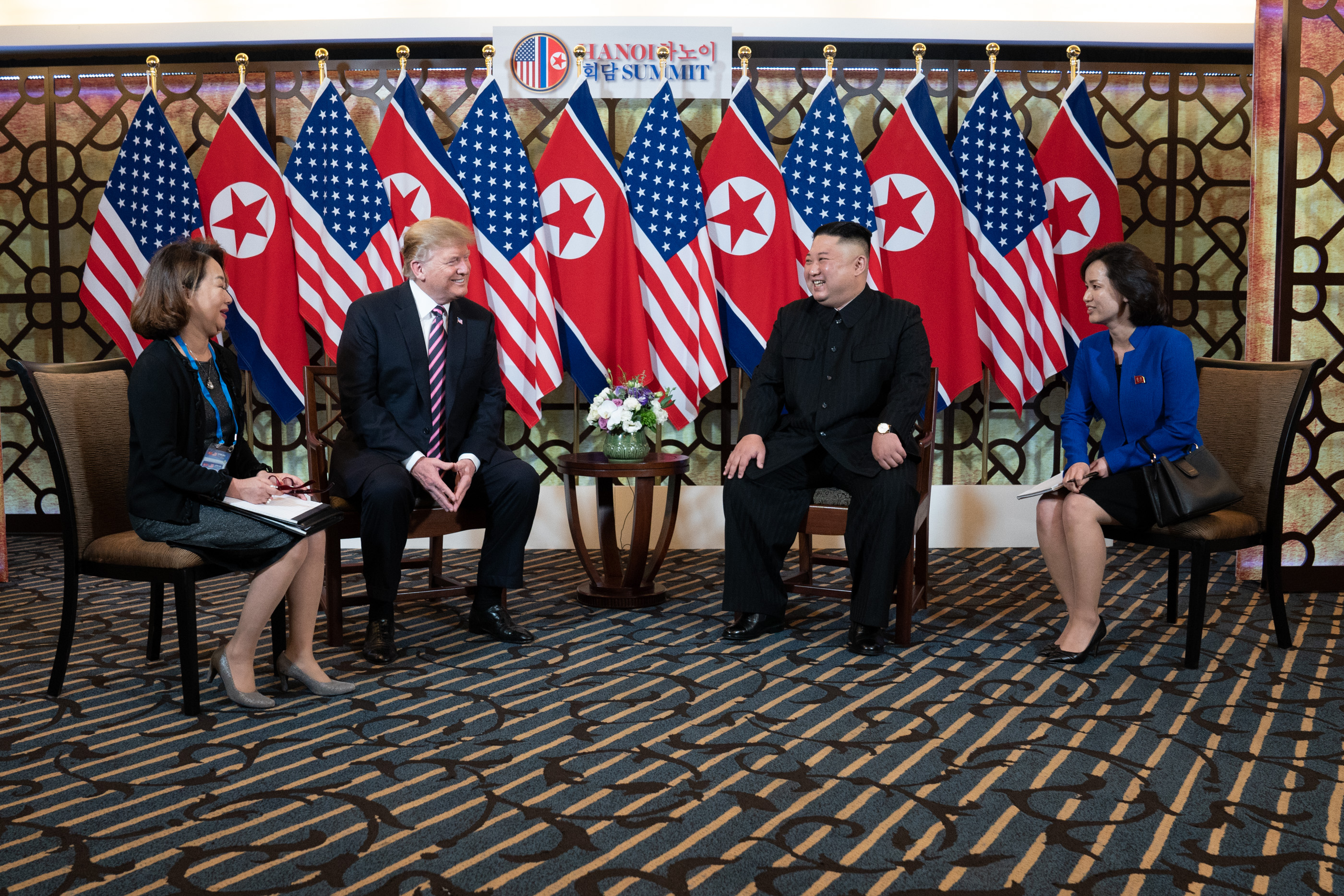
通訳を交えた1対1の会談（左はアメリカのトランプ大統領・右は北朝鮮の金正恩委員長）
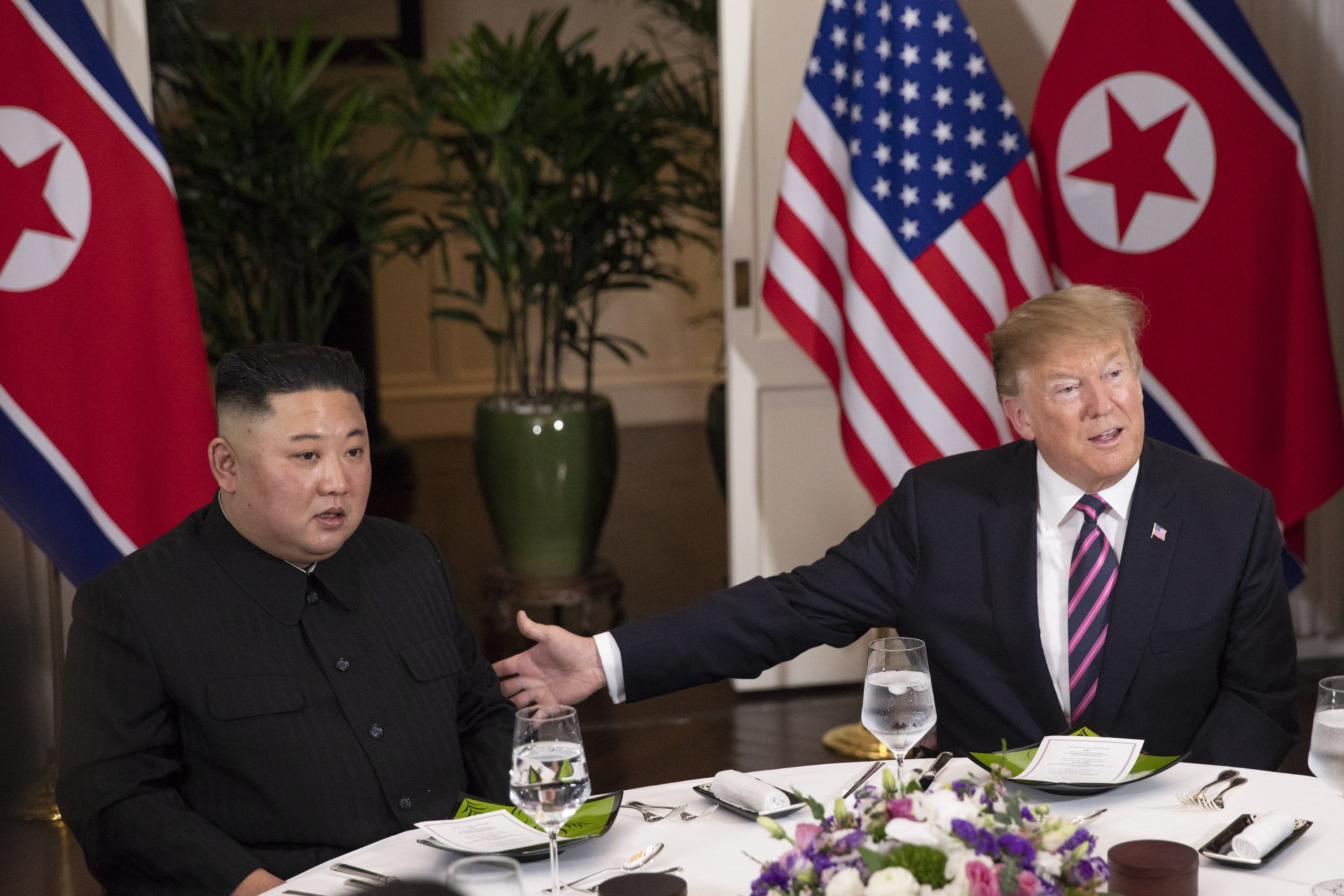
夕食会での北朝鮮の金正恩委員長(左)とアメリカのトランプ大統領(右)
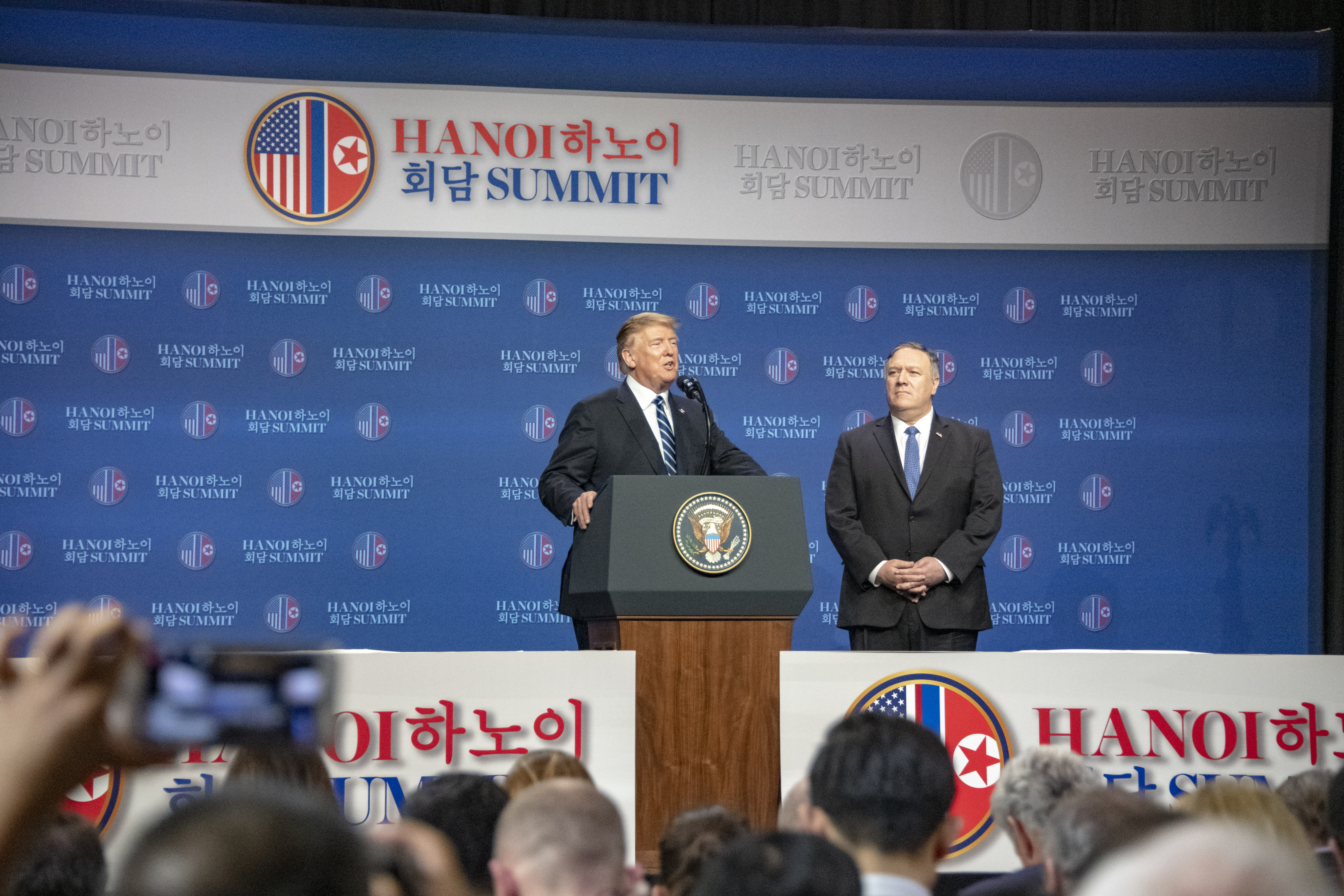
記者会見で発言するアメリカのドナルド・トランプ大統領（左）とアメリカのマイク・ポンペオ国務長官（右）

## 会談に対する評価
非核化をめぐる決裂で合意文書は調印されなかった。理由についてアメリカは「北朝鮮が全面的な制裁解除で譲らなかったからだ」と主張したことに対して北朝鮮は「部分的な制裁緩和のみ要求した」と反論した。

### アメリカ側
ジョン・ボルトン国家安全保障問題担当大統領補佐官は首脳間で関係を深めたとして首脳会談が失敗だったという見方を否定した。一方で民主党のアダム・シフ下院情報特別委員会委員長は会談は失敗だったとした。
後年、ポンペオ国務長官はインタビューの中で米朝首脳会談を振り返り、金正恩が習近平中国国家主席から事前に指導を受けていたことに言及。北朝鮮側は在韓米軍撤退など実現性の低い提案を出さざるを得ず、結果的に決裂してしまったとしている。

### 北朝鮮側
会談が不調に終わり、再び専用列車で帰途に就いた金正恩は「一体何の為にこんな汽車旅行をしなければならないのか」と語った。2019年3月に北朝鮮の外交当局はアメリカとの交渉中断・核とミサイル実験猶予などの撤回を含む行動計画の検討に入った。

## 日本政府の対応
日本政府は現地のハノイに金杉憲治外務省アジア大洋州局長を派遣し、情報収集・日本とアメリカの連携に当たらせた。